# Gêmeos
Gêmeos (português brasileiro) ou gémeos (português europeu) são dois ou mais irmãos que nascem de uma mesma gestação, podendo ser idênticos ou não. Os gémeos podem ser monozigóticos ('idênticos'), o que significa que se desenvolvem a partir de um zigoto, que se divide e forma dois embriões, ou dizigóticos ('não idênticos' ou 'fraternos'), o que significa que cada gémeo se desenvolve a partir de um óvulo separado e cada óvulo é fertilizado por seu próprio espermatozóide. Em casos muito raros, os gémeos podem ter a mesma mãe e pais diferentes (superfecundação heteropaterna). Apesar de não haver uma estatística precisa, estima-se que uma gravidez dentre cada 85 seja gemelar.

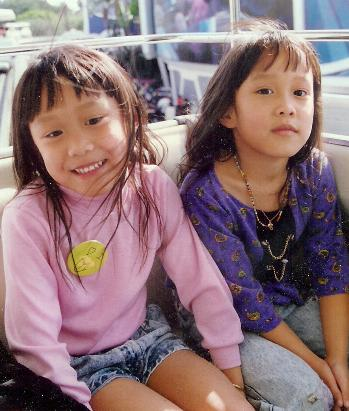
Um retrato de irmãs gêmeas univitelinas

Os gémeos devem nascer às 37 semanas de gestação para minimizar os riscos de morte fetal e neonatal, conclui um estudo publicado em 2016 no British Medical Journal, que se baseia em mais de 35 mil partos. O estudo baseia-se nos resultados de 32 estudos realizados durante 10 anos que abrangem 29,6 mil gravidezes gemelares dizigóticas e 5,4 mil monozigóticas.

## Gêmeos dizigóticos (fraternos)
Os gêmeos dizigóticos, ou fraternos, são formados a partir de dois óvulos. Nesse caso são produzidos dois ovócitos e esses são fecundados por dois espermatozóides, formando assim, dois embriões. Quase sempre são formados em placentas diferentes e não compartilham o mesmo saco amniótico. Os gêmeos fraternos não se assemelham muito entre si, podem ter ou não o mesmo fator sanguíneo e podem ser do mesmo sexo ou não. Também são conhecidos como gêmeos diferentes. Na verdade são dois irmãos comuns que tiveram gestação coincidente. Representam 66% de todas as gestações gemelares, e neste tipo de gestação, um terço tem sexos diferentes, enquanto dois terços o mesmo sexo. Um em cada um milhão de gêmeos deste tipo têm cores diferentes, mesmo sendo do mesmo pai. É possível gêmeos fraternos terem pais diferentes, este fenômeno é conhecido como superfecundação heteropaternal, sua ocorrência é possível se a mulher liberar dois óvulos durante o mesmo ciclo e ambos forem fertilizados por dois homens diferentes, como resultado de relações sexuais num intervalo menor que 48 horas.[carece de fontes?]
Irmãos nascidos da mesma gravidez e desenvolvidos a partir de dois óvulos que foram liberados do ovário simultaneamente e fertilizados na mesma relação sexual, porém podem ser concebidos de cópulas distintas, mas daquela mesma ovulação dupla. Podem ter ou não o mesmo sexo, se diferenciam tanto fisicamente como em sua constituição genética e possuem duas placentas e duas membranas independentes e bem diferenciadas. Podem ser filhos de pais diferentes.
A frequência dos gêmeos dizigóticos varia de acordo com a origem étnica (máxima incidência nas populações negras, mínima nas asiáticas e intermediária nas brancas), a idade materna (máxima quando a mãe tem de 35 a 39 anos) e a genética, com uma maior incidência da linha genética materna que da paterna, ainda que os pais possam transmitir a predisposição à dupla ovulação a seus filhos. Em geral, a proporção global é de dois terços de gêmeos dizigóticos para um de monozigóticos (ou seja, os gêmeos idênticos).
- A terminologia bivitelino caiu, pois conceptos humanos não possuem vitelo verdadeiro, sendo o termo mais apropriado o dizigótico.

## Gêmeos monozigóticos (idênticos)
Quando um óvulo é produzido e fecundado por um só espermatozóide e se multiplica em duas culturas de células completas, origina os gêmeos monozigóticos ou idênticos/univitelinos, os quais possuem o mesmo genoma. Apenas um terço das gestações são de gêmeos univitelinos. Apesar de serem considerados clones e possuírem o mesmo DNA, gêmeos idênticos não possuem as mesmas impressões digitais devido a que, mesmo num pequeno espaço dentro do útero materno, eles têm contatos com partes diferentes desse ambiente.

## Gêmeos sesquizigóticos (semi-idênticos)
Os gêmeos sesquizigóticos, ou semi-idênticos, são extremamente raros. Acontecem quando um óvulo é fecundado simultaneamente por dois espermatozoides antes de ser dividido. Assim, este óvulo resultará em três conjuntos de cromossomos, em vez de dois - um da mãe e dois do pai - e ambos estarão na mesma placenta. São chamados de semi-idênticos pois ambos são idênticos por parte de mãe, mas compartilham apenas uma parte do DNA do pai — estando, assim exatamente no meio entre “gêmeos idênticos” e “gêmeos fraternos”. O problema é que três conjuntos de cromossomos são "tipicamente incompatíveis com a vida, e os embriões não costumam sobreviver" e por isso os casos são raros: para sobreviver, a única chance é que aconteça como no caso dos monozigóticos: o óvulo se multiplicar em 2.

## Gêmeos xifópagos (siameses)

Gêmeas xipófagas Abigail e Brittany Hensel.

Os gêmeos xifópagos ou siameses são monozigóticos, ou seja, formados a partir do mesmo zigoto. Porém, nesse caso, o disco embrionário não chega a se dividir por completo, produzindo gêmeos que estarão ligados por uma parte do corpo, ou têm uma parte do corpo comum aos dois. O embrião de gêmeos xifópagos é, então, constituído de apenas uma massa celular, sendo desenvolvido na mesma placenta, com o mesmo saco aminiótico.
Estima-se que dentre 40 gestações gemelares monozigóticas, uma resulta em gêmeos interligados por não separação completa.
Num outro tipo de gêmeos xifópagos (hoje sabidamente mais comum) a união acontece depois, ou seja, são gêmeos idênticos separados que se unem em alguma fase da gestação por partes semelhantes: cabeça com cabeça; abdômen com abdômen; nádegas com nádegas, etc. Ao ver-se alguma notícia de gêmeos que foram "separados" por cirurgia, trata-se de um caso desses.
O termo "siameses" originou-se de uma famosa ocorrência registrada desse fenômeno: os gêmeos Chang e Eng, que nasceram no Sião, atual Tailândia, em 1811, colados pelo ombro. Eles casaram, tiveram 22 filhos e permaneceram unidos até o fim de seus dias, tendo falecido com um intervalo de 3 horas um do outro.

## Casos famosos

### Nônuplos
O maior grau de gemelidade em que todos os bebês nasceram e se conservaram vivos é nove (nônuplos). Em 4 de maio de 2021, a malinense Halima Cisse deu à luz, no Marrocos, a nove crianças por parto cesáreo, após uma gestação de 30 semanas.  Segundo um comunicado do Ministério da Saúde do Mali no dia do nascimento, "os recém-nascidos (cinco meninas e quatro meninos) e a mãe estão todos bem".
Em 1971, a australiana Geraldine Brodrick também havia dado à luz nove gêmeos, mas todos faleceram em menos de seis dias. Era dela a marca, no Guinness, de “mais crianças nascidas em um único parto”.

### Óctuplos (1998 e 2009)
No mundo inteiro há o registro de apenas dois grupos de óctuplos. O primeiro caso ocorreu em dezembro de 1998 no Texas, EUA, e o outro em janeiro de 2009 na Califórnia. No primeiro caso, sobreviveram sete crianças e no segundo, as oito.

## Outros casos
Em  24 dezembro de 2018, na Itália, um gémeo nasceu com menos de seis meses de gestação, pesando 800 gramas. A placenta partilhada pelos irmãos ficou intacta e só em 22 de fevereiro de 2019 nasceu a irmã, com três quilos, no oitavo mês de gestação.
Em novembro de 2014, no Guarujá, São Paulo, uma mulher teve dois bebês, que estavam em placentas diferentes, com quatro dias de intervalo.

## Gêmeos famosos
Dizigóticos (também chamados de fraternos ou bivitelinos)
- Aaron e Angel Carter[21]
- Alanis e Wade Morissette[21]
- Arthur Darcy, Conde de Mornington e Lady Mae Madeleine Wellesley
- Ashton e Michael Kutcher[21]
- Charlotte e Samantha Ronson[22]
- Chris e Parker Posey[21]
- Giovanni e Marissa Ribisi[21]
- Gisele e Patrícia Bündchen[21]
- Hunter e Scarlett Johansson[21]
- Jacob e Joseph Fiennes[21]
- Kiefer e Rachel Sutherland[21]
- Mark (Vin Diesel) e Paul Vincent[21]

Monozigóticos (também chamados de idênticos ou univitelinos)
- Ashley e Mary-Kate Olsen
- Bob e Mike Bryan
- Camilla e Rebecca Rosso
- Charlie e Max Carver
- Gêmeas Tolmatchovî
- James e Oliver Phelps
- Jessica e Lisa Origliasso

- Aaron e Shawn Ashmore
- Aldo e Mario Andretti
- Anastasiya e Maria Tolmatchevy
- Antônio Rodrigo (Minotauro) e Antônio Rogério (Minotouro)

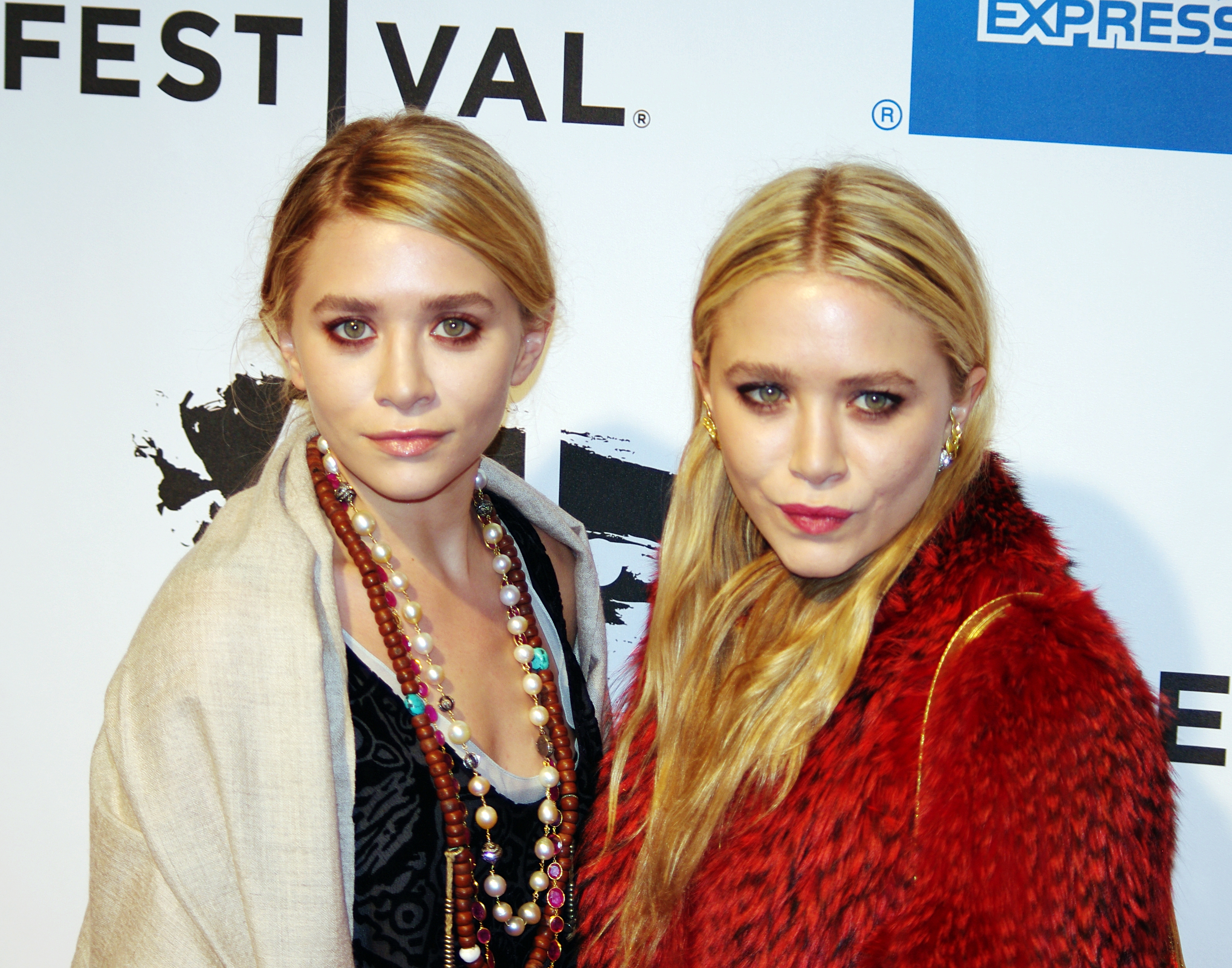
Ashley e Mary-Kate Olsen
- Ben e Olly Murs
- Benji e Joel Madden
- Bia e Branca Feres
- Bill e Tom Kaulitz
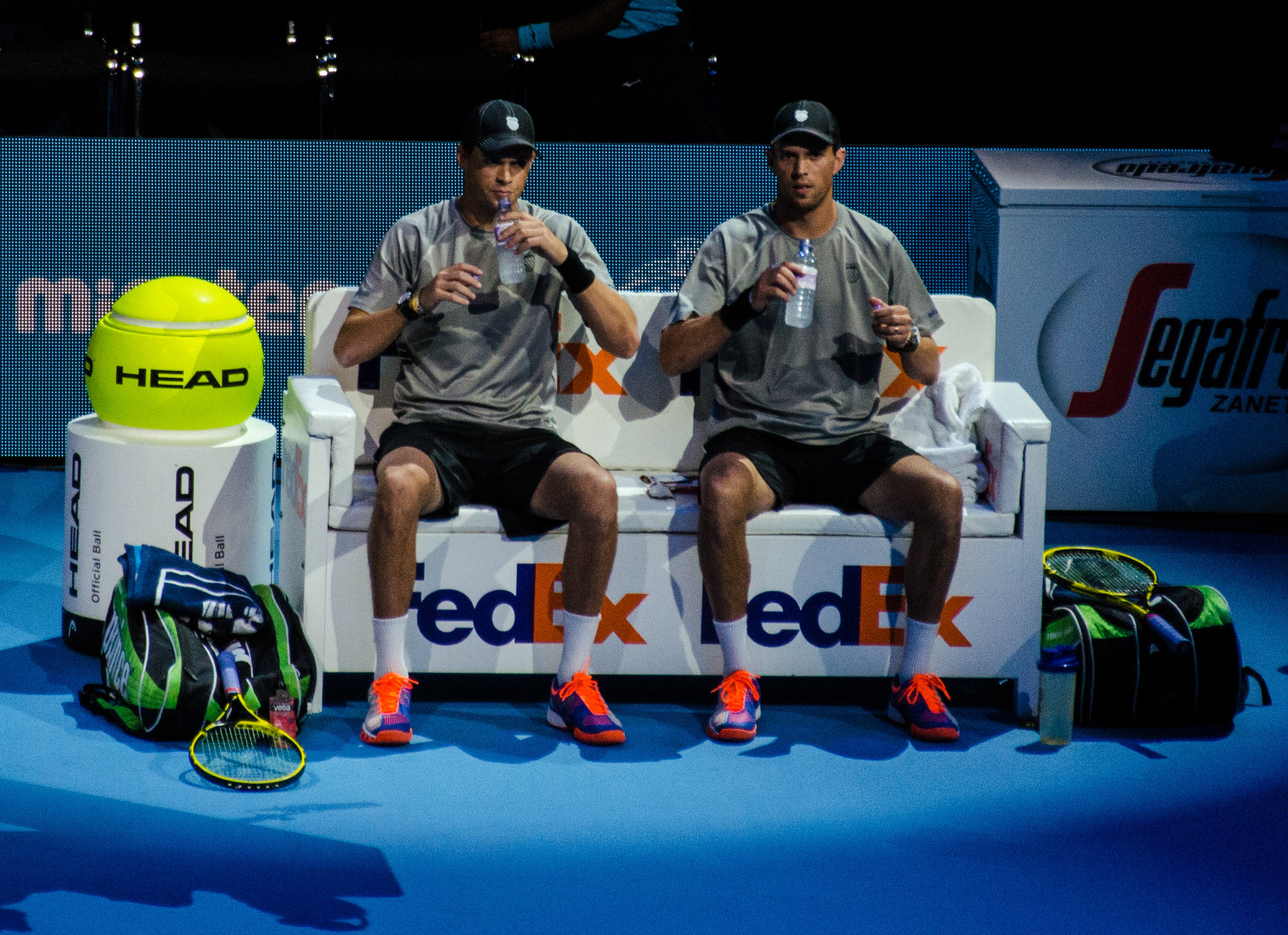
Bob e Mike Bryan
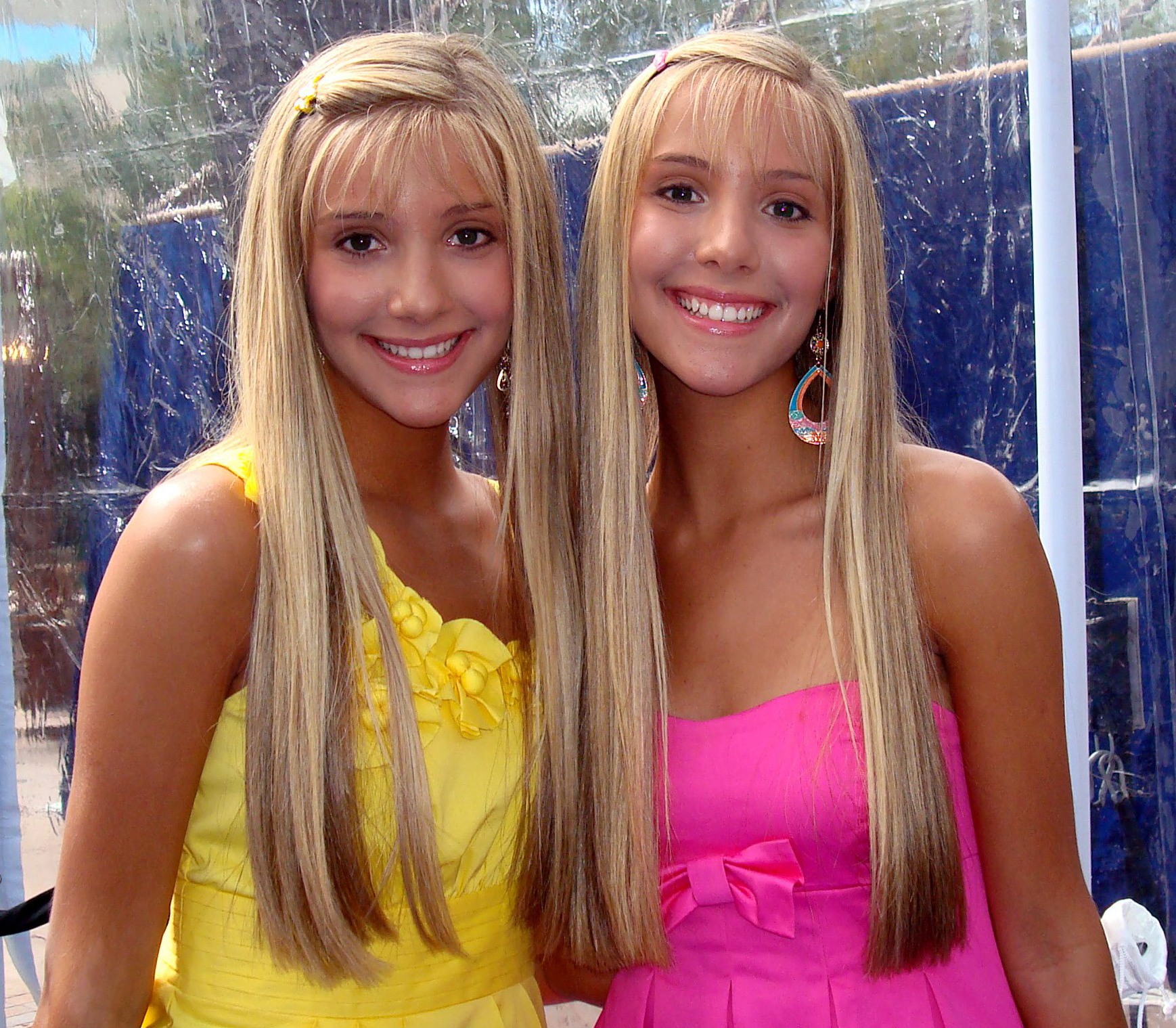
Camilla e Rebecca Rosso
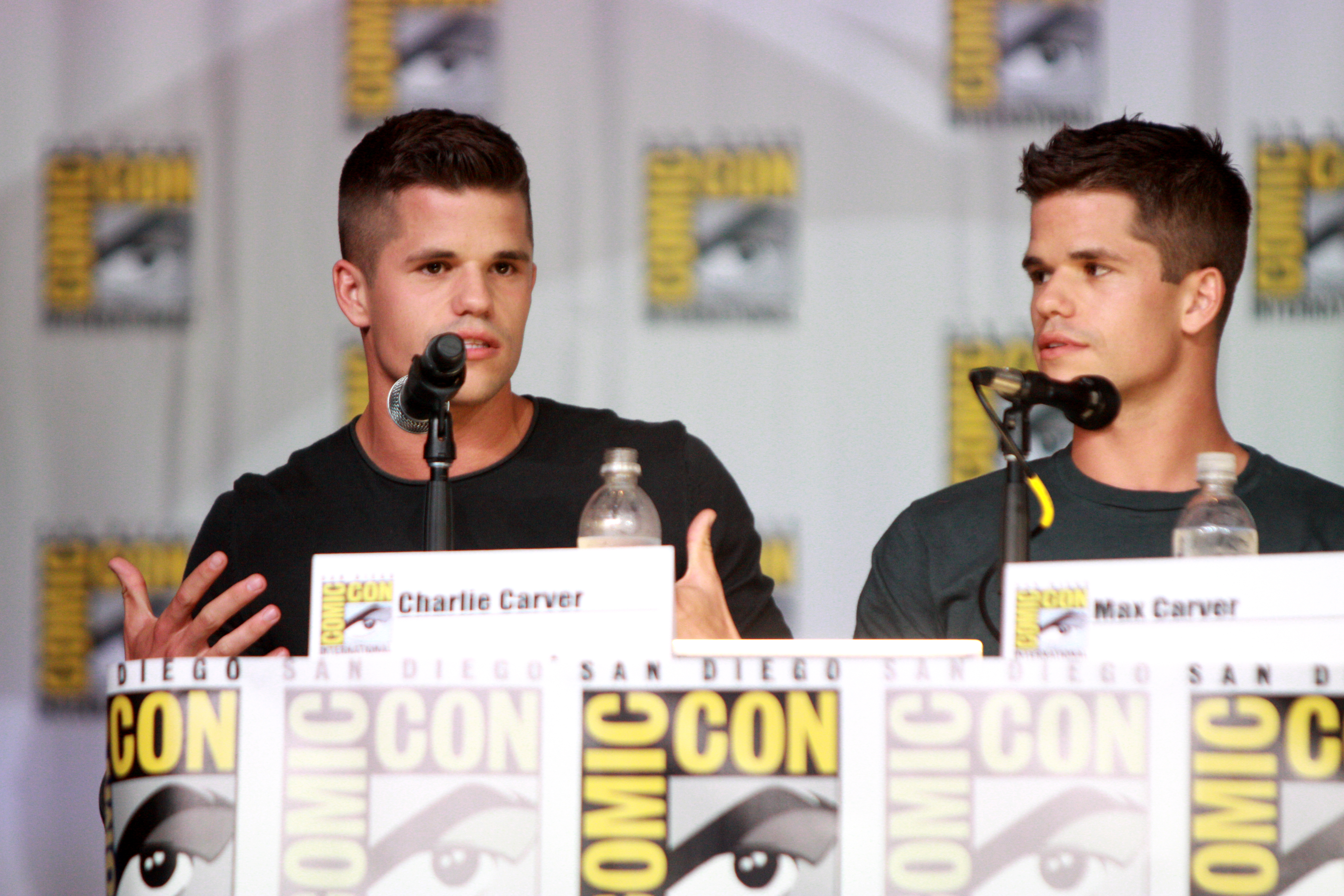
Charlie e Max Carver
- Chico e Paulo Caruso
- Cole e Dylan Sprouse
- Dan e Jon Heder[21]
- Daniela e Gabriela Spanic
- Elvis e Jesse Presley (natimorto)
- Frank e Ronald de Boer
- Giselle e Michelle Batista
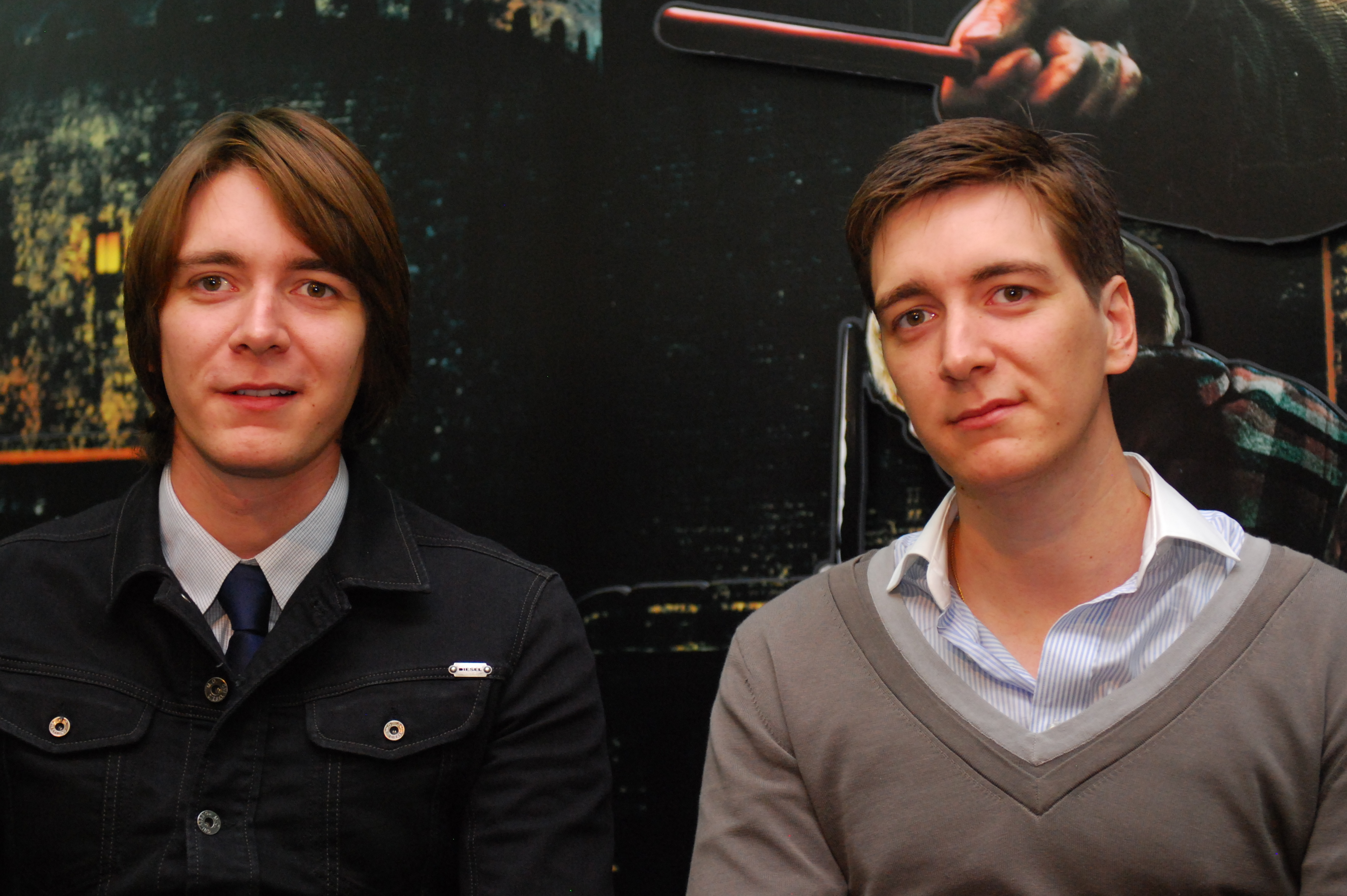
James e Oliver Phelps
- Jarosław e Lech Kaczyński
- Jason e Jeremy London[21]
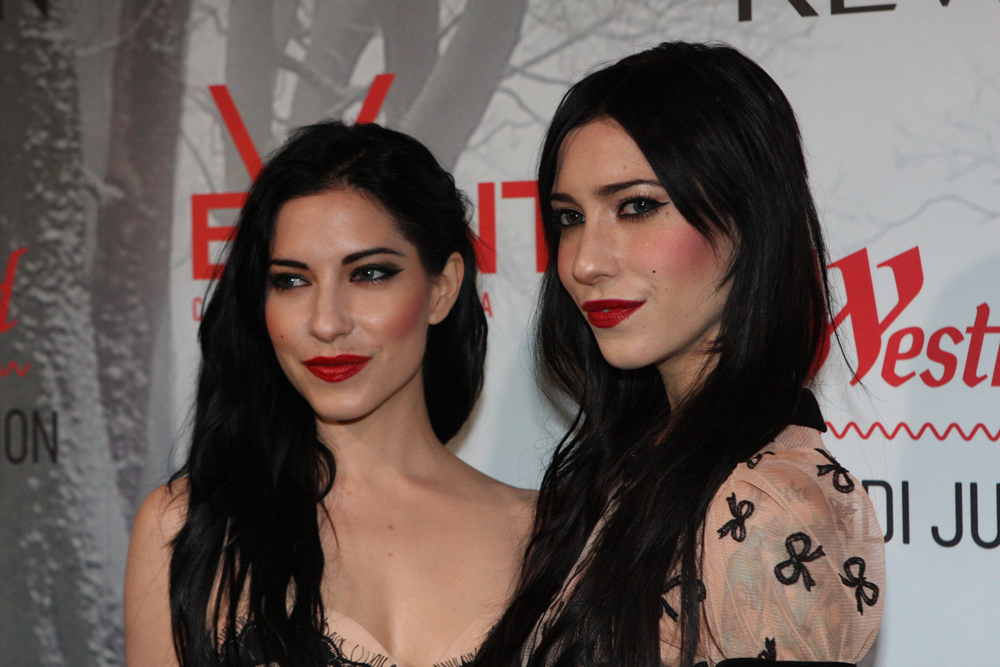
Jessica e Lisa Origliasso
- Jorge e Julio César Dely Valdés
- Jose e Ozzie Canseco[21]
- Julieta e Yvonne Venegas
- Kathryn e Megan Prescott
- Kelley e Kim Deal
- Kelly Donovan e Nicholas Brendon Schultz
- Kumar e Siva Kaneswaran[21]
- Lanza Mazza e Renata Vasconcellos
- Leslie e Linda Hamilton[21]
- Luke e Matt Goss
- Márcio e Wagner (Vavá) Duarte
- Michaela e Mônica von Habsburg
- Potiara (Pepê) e Potiguara (Neném)
- Sara e Tegan Quin
- Tamera e Tia Mowry
- Mirella e Mariely Santos[23][24]

- Laverne Cox e M Lamar
- Drew Scott e Jonathan Scott

Xifópagos (também chamados de siameses)
- Abigail e Brittany Hensel
- Chang e Eng Bunker
- Daisy e Violet Hilton
- Donnie e Ronnie Galyon
- George e Lori Schappell
- Krista e Tatiana Hogan